# 大阪教育大学の人物一覧
大阪教育大学の人物一覧（おおさかきょういくだいがくのじんぶついちらん）は、大阪教育大学に関係する人物の一覧記事。

## 著名な現職教職員
Category:大阪教育大学の教員
- 定金晃三 - 天文学者、宇宙科学研究室教授
- 福江純 - 天文学者。天文学研究室教授
- 越桐國雄 - IT教育の研究。理科教育講座教授
- 白井利明 - 心理学者。学校教育講座教授
- 猿谷紀郎 - 作曲家。音楽教育講座准教授(専任教員)
- 河江優 - ピアニスト。芸術専攻・音楽コース准教授（退職）
- 二文字理明 - 発達人間福祉学コース教授（退職）
- 小野恭靖 - 日本文学研究者。日本・アジア言語文化講座教授
- 岩田文昭 - 宗教学者。教育学研究科社会科教育専攻教授

## 著名な卒業生
Category:大阪教育大学出身の人物

### 政界
- 高見三郎 - 元文部大臣
- 小林美恵子 - 元参議院議員
- 土師半六 - 元堺市長・大阪府会副議長
- 浅利敬一郎 - 豊中市長

### 財界
- 西口泰夫 - 京セラ相談役。元代表取締役会長兼CEO、元 代表取締役社長
- 田中峰子 - 京都商工会議所女性会理事。呉服商冨田屋社長（十三代目冨田屋籐兵衛）。京町屋「西陣・くらしの美術館」運営

### 学者・研究者
- 経済学・経営学
  - 岩田年浩 - 経済学者。京都経済短期大学学長。経済教育学会会長
- 政治学
  - 港徹雄 - 国際政治経済学者。青山学院大学名誉教授。日本中小企業学会会長
- 社会学・教育学
  - 上久保達夫 - 教育社会学者。皇學館大学教授
  - 志水廣 - 教育学者。愛知教育大学教授
  - 灘本昌久 - 教育学者。京都産業大学教授
  - 森一夫 - 教育学者。大阪教育大学名誉教授
  - 吉岡たすく - 児童文学研究者・教育者。放送文化基金賞
- 民俗学・歴史学
  - 上井久義 -  民俗学者｡ 関西大学名誉教授
  - 宮本常一 - 民俗学者。武蔵野美術大学名誉教授
  - 森栗茂一 - 都市民俗学者。大阪大学教授
  - 泉澄一 - 歴史学者。関西大学名誉教授
  - 水野正好 - 考古学者。奈良大学名誉教授
  - 吉江崇 - 歴史学者。京都大学教授
- 心理学
  - 春日井敏之 - 教育心理学者。立命館大学教授
- 理学
  - 西谷泉 - 数学。群馬大学教授
  - 尾久土正己 - 天文学者。和歌山大学教授
- 体育学
  - 中雄勇人 - 運動学者。群馬大学准教授
- その他
  - 竹内オサム - 漫画研究家。同志社大学教授
  - 谷悦子 - 児童文学研究者。梅花女子大学名誉教授

### マスコミ
- 乾龍介 - 朝日放送アナウンサー
- 角田奈緒子 - 気象予報士、気象キャスター（元ウェザーニューズ）

### 文学・芸術・芸能
- 灰谷健次郎 - 児童文学作家
- 新田たつお - 漫画家
- 季里 - CGアーティスト、七音社取締役
- 藤原ヒロユキ - イラストレーター
- 陣崎草子 - 絵本作家
- 宮川泰 - 作曲家
- 吉森信 - 作曲家、ピアニスト。モダンチョキチョキズ、ヒカシュー参加
- 中島徹 - ジャズピアニスト、トロンボーン奏者
- 村上秀一 - ドラマー。※中退
- ゆうき芽衣 - シャンソン歌手
- 向日かおり - ゴスペルシンガー
- BONNIE PINK - シンガーソングライター
- 押谷沙樹 - シンガーソングライター
- 濱田佳菜 - 女優
- 宇和川恵美 - 声優
- 大村歌奈 - 声優
- 住友七絵 - 声優
- 新山(さや香)　- お笑い芸人

### スポーツ
- 平池三記 - ラグビー指導者、現常翔学園高校ラグビー部監督。
- 原田隆司 - 元ラグビーレフリー
- 松尾晃雅 - 元プロ野球選手
- 田中俊一 - 元サッカー選手
- 三好洋央 - 元サッカー選手
- 村瀬悠介 - サッカー選手
- 松村航希 - サッカー選手
- 松原英輝 - サッカー指導者、横浜F・マリノスコーチ兼通訳
- 植垣暁恵 - 元ハンドボール選手
- 松村杏里 - 元ハンドボール選手
- 板野陽 - ハンドボール選手。イズミメイプルレッズ所属。
- 髙宮咲 - ハンドボール選手。HC名古屋所属。
- 眞継麻礼 - ハンドボール選手。イズミメイプルレッズ所属。
- 笠原有紗 - ハンドボール選手。HC名古屋所属。
- 堀川真奈 - ハンドボール選手。イズミメイプルレッズ所属。
- 宇野史織 - ハンドボール選手。HC名古屋所属。
- 村松沙耶 - ハンドボール選手。イズミメイプルレッズ所属。
- 中村由香里 - 女子競輪選手。元小学校教員。
- 伊佐嘉矩 - 十種競技選手。『SASUKE』出場者。

### その他
- 菊地直子 - オウム真理教信徒
- 塚本邦彦 - 大阪芸術大学学長
- 細川一成 - PRプランナー